# Centralny Zarząd Kolei Wojskowych
Centralny Zarząd Kolei Wojskowych (CZKW) – komórka organizacyjna Sztabu Generalnego WP.
Centralny Zarząd Kolei Wojskowych zorganizowany został przez Oddział III na mocy rozkazu Sztabu Generalnego WP L. 56 z 4 lutego 1919. Podlegał szefowi Sztabu Generalnego WP przez Oddział III. 13 lutego 1919 komendę nad CZKW objął ppłk Franciszek Fabry.
Strukturę CZKW stanowiły:
- Sekcja Ogólno-Administracyjna,
- Sekcja Techniczna,
- Sekcja Eksploatacyjna,
- Sekcja Kolejek Podjazdowych i Adiutantura.

CZKW podlegały wszystkie koleje wojskowe na terenie kraju.